# Heidi Eisenschmidt
Heidi Eisenschmidt, verheiratet Heidi Zimmermann (* 14. November 1941 in Gera) ist eine ehemalige deutsche Schwimmerin.

## Werdegang
Eisenschmidt, die für den SC Wismut Karl-Marx-Stadt startete, gewann beim Schwimmländerkampf Bulgarien-DDR in Erfurt am 1. Juli 1956 mit der 4-mal-100-Meter-Lagenstaffel. Bei den DDR-Meisterschaften 1958 siegte sie mit der 4-mal-100-Meter-Schmetterlingstaffel sowie der 4-mal-100-Meter-Lagenstaffel die Silbermedaille hinter der Mannschaft vom SC DHfK Leipzig sowie mit der 4-mal-100-Meter-Rückenstaffel die Goldmedaille. Ein Jahr später feierte sie einen erneuten Sieg mit der Rückenstaffel sowie einen weiteren Medaillenerfolg mit Bronze über 100 Meter Rücken.
Bei den Olympischen Sommerspielen 1960 in Rom trat Eisenschmidt nur über die 100 Meter Schmetterling an, schied aber bereits im dritten Vorlauf als Dritte aus und verpasste damit das Finale. Bei den DDR-Meisterschaften im Schwimmen 1960 wenige Monate später gewann die Chemnitzerin über die 100 Meter Schmetterling die Silbermedaille, bevor sie mit der 4-mal-100-Meter-Rückenstaffel zum dritten Mal in Folge den Titel gewann.
Ihre Tochter Kathrin Zimmermann war ebenfalls erfolgreiche Schwimmerin und mehrmalige DDR-Meisterin sowie Olympiasilbermedaillengewinnerin.